# Velemer
Velemer (madžarsko Velemér) je vas na Madžarskem, ki upravno spada pod Kermendinsko okrožje Železne županije.